# Igor Sokolov
Pour les articles homonymes, voir Sokolov.
Igor Aleksandrovitch Sokolov (en russe : Игорь Александрович Соколов), né le 2 janvier 1958 à Oufa (RSFS de Russie), est un tireur sportif soviétique des années 1980.

## Palmarès
Igor Sokolov remporte la médaille d'or aux Jeux olympiques d'été de 1980 à Moscou au tir à 50 mètres en cible mobile (30+30 coups), avec un record du monde de 589 points.